# UFO Princess Valkyrie
UFO Ultramaiden Valkyrie (яп. 円盤皇女ワるきゅーレ Энбан о:дзё варукю:рэ, Неземная принцесса Валькирия) — 11-томная манга, созданная группой Кайсаку. Она была адаптирована в виде 2 аниме-сериалов, а также 2 OVA.

## Сюжет
Действие происходит в наши дни. На Землю начало прибывать множество инопланетян и волшебных существ, и вскоре они стали обычным явлением. Кадзуто Токино — молодой японский парень, желающий держать дедушкину баню несмотря на то, что его родители против этого. Они считают, что у него ещё нет достаточных навыков. Но внезапно принцесса-инопланетянка Валькирия нечаянно разрушает баню и сама оказывается смертельно ранена. Она сможет спастись, если поцелует другого, но этот поцелуй будет стоить ей половины души. Кадзуто целует её, и девушка приобретает облик 8-летней девочки. Теперь Кадзуто и Валькирия связаны друг с другом. В это время вся солнечная система занята её поисками, а Кадзуто и Валькирия влюбляются друг в друга.

## Персонажи
Валькирия (яп. ワルキューレ)— Валькирия, после того как отдала половину души Кадзуто, стала маленькой 8-летней девочкой. Это проявилось не только во внешности — её характер стал как у маленького ребёнка. Очень любит мангу и аниме. Всегда ревнует к Кадзуто и говорит очень просто, так чтобы все понимали. Валькирия в детский форме всегда весёлая и шумная. У неё появились свои последователи, например Санада. В детской форме влюблена в Кадзуто. Валькирия прибыла из планеты Вальгалла, находящейся в созвездии Дельфина. Когда узнала, что её отец хочет заключить политический брак, то совершила аварийную посадку на Земле в бане у Кадзуто. После этого чтобы спасти себя, она целует Кадзуто и становится ребёнком. Чтобы на время вернуть себе настоящий облик, она должна снова поцеловать его. Валькирия может летать, управлять энергией и создавать защитные щиты, а также она получает ключ времени в начале второго сезона, который может совершать ряд необычных вещей. В детской форме она не способна использовать свои силы. Позже выясняется, что Кадзуто тот, за кого она должна была выйти замуж. Она вне себя от радости.
Сэйю: Хисаё Мотидзуки
Кадзуто Токино (яп. 時野和人) — Человек, владелец бани, которая досталась ему от покойного дедушки. Но родители категорически против, т.к считают его ещё совсем неопытным. Очень трудолюбивый и добрый. Чуть не погибает при аварийной посадке Валькирии. Приглашает жить её к себе домой и позже влюбляется. Он хотел жениться на девушке, но оказывается, что он является eё официальным женихом.
Сэйю: Кэнъити Судзумура
Гидра (яп. ハイドラ) — Одна из 8 принцесс Вальгаллы. Видит в Валькирии потенциального соперника. Она понимает что если Валькирия не выйдет замуж, то следующей кандидаткой станет она. И поэтому Гидра первой пребывает на Землю, чтобы вернуть назад Валькирию. Она совершает аварийную посадки на храм и сначала силой пытается вернуть Валькирию. Однако за то, что разрушила храм, она была вынуждена отдать силу Акине и сама стала ребёнком. После этого она ещё несколько раз пробовала поймать Валькирию. : Гидра очень вспыльчивая и делает всё прежде, чем подумает. Из-за этого всё время попадает в дурные ситуации и склонна уничтожать всё вокруг себя. Может превращаться в крылатого коня, устраивать взрывы. Она живёт с Акиной и часто дразнит её за размер груди и симпатию к Кадзуто. Гидра и Акина могут соединятся в могущественного воина — Акидру. В такой форме они телепатически могут общаться между собой.
Сэйю: Тинами Нисимура
Санада (яп. 真田さん) — Главная горничная королевской семьи Вальгаллы, девушка-кошка. Она очень верная слуга. В нормальном состоянии принимает облик четырёх девочек-кошек. Узнав об исчезновении Валькирии, отправляется на Землю и поселяется в доме Кадзуто, изначально зная, что он — официальный жених. Санада описывает взрослую Валькирию как фундаменталистку. Из-за того, что слишком сильно заботится о безопасности Валькирии и Кадзуто, вызывает больше проблем, чем пользы. Так она не раз нападала на девушек, которые хотели быть рядом с Кадзуто.
Сэйю: Риэ Танака
Акина Нанамура (яп. 七村秋菜) — Подруга детства Кадзуто. Она обладает большой силой некроманта. Может атаковать демонов и создавать барьерный щит. Она также любит Кадзуто и ревнует его к Валькирии. Акина ужасный певец караоке. У неё нету груди, за что её часто высмеивает Гидра. Во втором сезоне Валькирия с помощью ключа делает грудь Акины огромной, но потом они снова становятся маленькими. Акина и Гидра могут соединятся в могущественного воина — Акидру. В такой форме они телепатически могут общаться между собой.
Сэйю: Саэко Тиба
Мару (яп. マル) — Галактический пират и воин. Когда то хотел похитить Валькирию за выкуп. Он похож на персонажа Дэнгаку из Bobobo-bo Bo-bobo.
Сэйю: Харуко Момои
Рика Токино (яп. 時野リカ) — Младшая сестра Кадзуто, она помогает ему обустроить баню. Очень жадная. Готова на всё ради денег. Однажды пыталась продать Валькирию. Надеется когда-нибудь попасть в хорошую школу, а потом и в университет. Она ради этого отказалась даже встречаться с популярным мальчиком из своей школы. Она поддерживает брак между Кадзуто и Валькирией, т.к она сможет выбраться из долгов и самой получить много денег.
Сэйю: Оми Минами
Сиро (яп.) — Питомец Валькирии. Он белая собака, а также ветеран и один из лучших пилотов истребителей. Известен как Камета Споттхаим. Он живёт в резиденции Токино и делает ремонт. Когда-то Валькирия играла с ним как с игрушкой, но тот не имел ничего против. Несмотря на свой размер и внешность, у него низкий голос и серьёзный характер.
Сэйю: Тадахиса Сайдзен
Хорус (яп. コーラス) — Одна из восьми принцесс Вальгаллы, робот. Умная и эксцентричная любит спать в шкафу. Играет весомую роль во втором сезоне. Она способна чувствовать и улавливать световые, радио и психические волны (чувства человека) и превращать их в картины с помощью компьютера и принтера.
Сэйю: Хоко Кувасима
Райнэ (яп. ライネ) — Самая младшая из восьми принцесс Вальгаллы. Она плохо управляет машинами. Изначально вернулась на Землю, чтобы вернуть Валькирию, т.к очень любит её. Позже поселяется в доме Кадзуто и влюбляется в него. Может принимать вид любого существа. У Райнэ из головы торчит антенна, даже когда она имитирует человека. Из-за этого ей плохо удаётся маскироваться. В 3 сезоне она отправляется в прошлое, чтобы исправить свои ошибки в колледже. При этом не возникло временных парадоксов.
Сэйю: Маюми Иидзука
Миму (яп. メーム) — Самая старшая из 8 принцесс Вальгаллы. Она также глава королевской семьи. Несмотря на это, очень болтлива и часто посещает дом Токино, чтобы проверить отношения между Кадзуто и Валькирией. Именно она рассказала им что Кадзуто является официальным женихом Валькирии. Она может летать и стрелять сгустками энергии.
Сэйю: Эми Синохара
Инаруба (яп. イナルバ) — Самая серьёзная из 8 принцесс Вальгаллы. Строго следует законам и является судьёй королевской семьи. Все боятся её, даже Гидра, ведь Инаруба применяет самые суровые наказания. Позже отправляется на Землю, чтобы судить членов королевской семьи и подготовить свадьбу Валькирии и Кадзуто.
Сэйю: Кикуко Иноуэ
Нести (яп. ネスティ) — Ещё одна из восьми принцесс Вальгаллы. Она практически не появлялась в сериале и манге. Она ведёт анти—пиратский космический флот и охотится на преступников. Она находит артефакт Валгаллы с помощью которых предыдущие поколения принцесс заключали брак. Нести приносит его на Землю. Но привлекает туда космических пиратов.
Сэйю: Ю Асакава
Фам (яп. ファム) — Одна из 8 принцесс. Появляется однажды в сериале. Она потерпела крушение на Земле рядом с Кадзуто, но не ранит его и ничего не разрушает. Она объявляет себя классным руководителем. Она носит большие очки и вступает в конфликт с Санадой.
Сэйю: Май Кадоваки
Призрачная Валькирия — Главный антагонист 2 сезона. Обладает тёмной и жестокой личностью. Похожа на взрослую Валькирию и единственная имеет чёрные крылья на голове. У неё фиолетовые глаза, которые при использовании силы становятся красными. Ищет легендарный дух «Любовь фантома» в надежде что он вылечит её от одиночества. Она находит его в душе Кадзуто. Несмотря на то, что не ставит перед собой цель вредить кому-либо. Безжалостно уничтожает всех, кто встаёт у неё на пути. Так чуть не убила Гидру. Может летать и создавать мощные взрывы энергии. Сначала пытается завоевать сердце Кадзуто и даже похищает его. Не может быть убита. Но её уничтожает Валькирия, высвободив с помощью ключа времени все негативные эмоции, из которых она состояла.
Сэйю: Мэгуми Огата

## Список серий аниме

### Первый сезон
- 01. The Bath House that has an Angel
- 02. Transformation Princess Walküre
- 03. Cat Eared Maid Chief Sanada-san
- 04. What Your Wings Aim For
- 05. Rika-Chan’s Diary
- 06. Hime-Sama Memorial
- 07. Off-Track Princess Raine
- 08. Cat Ear Relaxation Trip
- 09. Akina’s Small Transformation
- 10. The Story of the Mail Ordered Asteroid
- 11. Tokino Bath House Space Branch
- 12. Walküre Fantasy Adventure
- 13. UFO Princess Valkyrie: SPECIAL (спецвыпуск)

### Второй сезон
- 01. Key of Time
- 02. Mechanic Princess Chorus
- 03. Electric Wave Princess Chorus
- 04. Maiden of the School Planet
- 05. Valkyrie Ghost
- 06. Meemu Night Flight
- 07. First Super Karaoke Competition
- 08. Nekomimi Hakkouda Mountain
- 09. Strongest Super Girl Akidora
- 10. Twelve Dark Moons
- 11. The Four Lost Princesses
- 12. Valkyrie Flying in the Skies

### Третий сезон OVA
- 01. The Relation between the Maiden and the Spectacles
- 02. The Goddess of Judgement, Inarva
- 03. Nekomimizukin Comes Forth
- 04. Raine Raine Raine
- 05. Runaway Princess Valkyrie
- 06. The Battle of the Sky Wedding Palace

### Четвёртый сезон OVA
- 01. Valkyrie’s Reunion
- 02. Star of Wishes, Star of Thoughts